# Луганська міська рада
Луга́нська міська́ ра́да — орган місцевого самоврядування у Луганській області з центром у місті обласного значення Луганську, адміністративному центрі області.

## Загальні відомості
- Територія ради: 286,2 км²
- Населення ради: 464 881 особа (станом на 1 листопада 2012 року)
- Територією ради протікають річки Лугань, Ольхівка.

## Адміністративний устрій
Міській раді підпорядковані:
- м. Луганськ
  - Артемівський район
    - Олександрівська міська рада
      - м. Олександрівськ
      - с-ще Зразкове
      - с-ще Тепличне

    - Ювілейна селищна рада
      - смт Катеринівка

  - Жовтневий район
  - Кам'янобрідський район
  - Ленінський район

## Історія
7 жовтня 2014 року Верховна Рада України змінила межі Новоайдарського району у тому числі за рахунок передачі до його складу 1639,00 гектара земель, що знаходяться у віданні Щастинської міської ради Луганської міської ради (в тому числі територію міста Щастя).

## Склад ради
Рада складається з 76 депутатів та голови.
- Голова ради: Кравченко Сергій Іванович
- Секретар ради: Філіпський Олександр Михайлович

### Керівний склад попередніх скликань
| ПІБ                       | Основні відомості                                                       | Дата обрання | Дата звільнення   |
| ------------------------- | ----------------------------------------------------------------------- | ------------ | ----------------- |
| Кравченко Сергій Іванович | Міський голова, 1960 року народження, освіта вища, член Партії регіонів | 26.03.2006   | 31.10.2010        |
| Кравченко Сергій Іванович | Міський голова, 1960 року народження, освіта вища, член Партії регіонів | 31.10.2010   | серпень 2014 року |

Примітка: таблиця складена за даними джерела

### Депутати
За результатами місцевих виборів 2010 року депутатами ради стали:

#### За суб'єктами висування
| Суб'єкт висування                     | Кількість обраних депутатів | %    |
| ------------------------------------- | --------------------------- | ---- |
| Партія регіонів                       | 61                          | 80,3 |
| Комуністична партія України           | 10                          | 13,2 |
| Політична партія «Сильна Україна»     | 2                           | 2,6  |
| Політична партія «Фронт Змін»         | 2                           | 2,6  |
| Українська соціал-демократична партія | 1                           | 1,3  |

#### За округами
| № округу                              | Прізвище, ім'я, по батькові        | Дата визнання обраним | Освіта      | Партійна приналежність                  | Відомості про обраного депутата |
| ------------------------------------- | ---------------------------------- | --------------------- | ----------- | --------------------------------------- | --- |
| Комуністична партія України           |                                    |                       |             |                                         | |
| б/м                                   | Філіпський Олександр Михайлович    | 05.11.2010            | Освіта вища | член Комуністичної партії України       | пенсіонер |
| б/м                                   | Медяник Володимир Юрійович         | 05.11.2010            | Освіта вища | позапартійний                           | ВАТ «Луганськдрук», голова наглядової ради |
| б/м                                   | Юров Юрій Павлович                 | 05.11.2010            | Освіта вища | позапартійний                           | Редакція газети «XXI век», головний редактор |
| б/м                                   | Мельников Сергій Олександрович     | 05.11.2010            | Освіта вища | член Комуністичної партії України       | ТОВ «Шахтарський ринок», заступник директора |
| б/м                                   | Максимець Наталія Анатоліївна      | 05.11.2010            | Освіта вища | член Комуністичної партії України       | Суспільна — політична газета «Совєтська Луганщина», головний редактор |
| б/м                                   | Горбаньов Олександр Михайлович     | 05.11.2010            | Освіта вища | член Комуністичної партії України       | ТОВ «Фірма Східукрторг», директор |
| б/м                                   | Орцев Ігор Володимирович           | 05.11.2010            | Освіта вища | член Комуністичної партії України       | Редакція газети «Совєтська Луганщина», редактор |
| б/м                                   | Попова Катерина Вікторівна         | 05.11.2010            | Освіта вища | член Комуністичної партії України       | Центральний комітет Комуністичної партії України, секретар Луганського міського КПУ |
| б/м                                   | Волощенко Сергій Віталійович       | 05.11.2010            | Освіта вища | член Комуністичної партії України       | Луганське управління механізованого розвитку ВАТ «Подряд-Арго», голова правління |
| б/м                                   | Попов Валентин Владленович         | 05.11.2010            | Освіта вища | член Комуністичної партії України       | Верховна Рада України, помічник-консультант народного депутата України |
| Партія регіонів                       |                                    |                       |             |                                         | |
| б/м                                   | Голубенко Олександр Леонідович     | 05.11.2010            | Освіта вища | позапартійний                           | Східноукраїнський національний університет ім. В. Даля, ректор |
| б/м                                   | Галінкін Валерій Йосипович         | 05.11.2010            | Освіта вища | член Партії регіонів                    | Луганська міська поліклініка № 12, головний лікар |
| б/м                                   | Кочура Олександр Васильович        | 05.11.2010            | Освіта вища | член Партії регіонів                    | Державне підприємство «Донецька залізниця», начальник вокзалу Луганськ |
| б/м                                   | Іванов Олександр Іванович          | 05.11.2010            | Освіта вища | член Партії регіонів                    | Громадське об'єднання «Союз Чорнобиль» м. Луганська, голова ревізійної комісії |
| б/м                                   | Шонін Сергій Геннадійович          | 05.11.2010            | Освіта вища | позапартійний                           | Луганська міська громадська організація "Українська спілка ветеранів Афганістану, голова                                                                                                |
| б/м                                   | Горбунов Геннадій Петрович         | 05.11.2010            | Освіта вища | член Партії регіонів                    | Луганська міська рада ветеранів України, голова |
| б/м                                   | Охмат Віталій Юрійович             | 05.11.2010            | Освіта вища | член Партії регіонів                    | Луганська міська рада, заступник начальника відділу з питань сім'ї та молоді |
| б/м                                   | Шкура Віктор Михайлович            | 05.11.2010            | Освіта вища | член Партії регіонів                    | Приватне підприємство фірма "Холдінговий центр «Інвестстрой», заступник директора |
| б/м                                   | Міщенко Михайло Володимирович      | 05.11.2010            | Освіта вища | член Партії регіонів                    | Луганський державний медичний університет, доцент кафедри хірургії |
| б/м                                   | Зеленська Ганна Володимирівна      | 05.11.2010            | Освіта вища | член Партії регіонів                    | Приватне підприємство «Інтердайв», заступник директора з економіки |
| б/м                                   | Коваль Олег Валерійович            | 05.11.2010            | Освіта вища | член Партії регіонів                    | Патронатна служба апарату Луганської міської ради та її виконавчих органів, помічник міського голови з організаційних питань                                                            |
| б/м                                   | Корніенко Володимир Леонідович     | 05.11.2010            | Освіта вища | член Партії регіонів                    | Міське комунальне підприємство бюро технічної інвентаризації, начальник управління |
| б/м                                   | Морозов Геннадій Вікторович        | 05.11.2010            | Освіта вища | позапартійний                           | ТОВ «Вігос-ЛТД», директор |
| б/м                                   | Сирота Володимир Якович            | 05.11.2010            | Освіта вища | член Партії регіонів                    | пенсіонер |
| б/м                                   | Терещенко Оксана Андріївна         | 05.11.2010            | Освіта вища | член Партії регіонів                    | Управління з питань внутрішньої політики Луганської міської ради, начальник управління                                                                                                  |
| б/м                                   | Горбенко Руслан Олександрович      | 05.11.2010            | Освіта вища | член Партії регіонів                    | ТОВ «Інтершина Компані», комерційний директор |
| б/м                                   | Желдак Леокадія Олександрівна      | 05.11.2010            | Освіта вища | член Партії регіонів                    | Луганська міська рада жінок, голова |
| б/м                                   | Козакова Тетяна Юліївна            | 05.11.2010            | Освіта вища | член Партії регіонів                    | ЗАТ "Фірма «Лутрі», голова профкому |
| б/м                                   | Коваль Вадим Васильович            | 05.11.2010            | Освіта вища | член Партії регіонів                    | ТОВ «Рікод», голова наглядової ради |
| б/м                                   | Федченко Олена Миколаївна          | 05.11.2010            | Освіта вища | член Партії регіонів                    | Благодійна організація «За благоустрій Луганська», менеджер по зв'язку з громад кістю                                                                                                   |
| б/м                                   | Катран Володимир Васильович        | 05.11.2010            | Освіта вища | позапартійний                           | Управління комунальним майном Луганської міської ради, начальник управління |
| б/м                                   | Кошман Юрій Костянтинович          | 05.11.2010            | Освіта вища | член Партії регіонів                    | Луганський міський комунальний лікувально — профілактичний заклад лікарня № 4, головний лікар                                                                                           |
| б/м                                   | Бабаян Борис Беникович             | 05.11.2010            | Освіта вища | член Партії регіонів                    | Виконавчий апарат Луганської обласної ради, завідувач відділу з гуманітарних та суспільно-політичних питань                                                                             |
| б/м                                   | Калініченко Ольга Іванівна         | 05.11.2010            | Освіта вища | позапартійна                            | Управління державної реєстрації та міського реєстру Луганської міської ради, державний реєстратор, начальник управління                                                                 |
| 1                                     | Овчаренко Микола Олексійович       | 05.11.2010            | Освіта вища | член Партії регіонів                    | Луганський обласний наркологічний диспансер, головний лікар |
| 2                                     | Лук'янчиков Анатолій Васильович    | 05.11.2010            | Освіта вища | член Партії регіонів                    | Міське комунальне підприємство «Міськсвітло», директор |
| 3                                     | Болдир Олександр Васильович        | 05.11.2010            | Освіта вища | член Партії регіонів                    | Луганська міська поліклінікка № 12, заступник головного лікаря |
| 4                                     | Шахов Сергій В'ячеславович         | 05.11.2010            | Освіта вища | член Партії регіонів                    | Державне підприємство «Луганськстандартметрологія», начальник центру |
| 5                                     | Ковальов Олександр Михайлович      | 05.11.2010            | Освіта вища | член Партії регіонів                    | Приватне підприємство «БестАвто», заступник директора |
| 6                                     | Доброхотова Ганна Вікторівна       | 05.11.2010            | Освіта вища | член Партії регіонів                    | Луганська міська дитяча лікарня № 2, головний лікар |
| 7                                     | Картавцева Лідія Іванівна          | 05.11.2010            | Освіта вища | член Партії регіонів                    | комунальний дошкільний навчальний заклад ясласад комбінованого типу № 50, завідувачка                                                                                                   |
| 8                                     | Підтинна Алла Аркадіївна           | 05.11.2010            | Освіта вища | член Партії регіонів                    | Комунальний заклад «Луганський навчальновиховний комплекс спеціалізована школа 1 ст.гімназія № 60 ім. 200річчя міста Луганська», директор                                               |
| 10                                    | Анікеєва Лідія Максимівна          | 05.11.2010            | Освіта вища | член Партії регіонів                    | Комунальний заклад «Луганська середня загальноосвітня школа I—IIІ ст.№ 41», директор |
| 11                                    | Чекер Валерій Миколайович          | 05.11.2010            | Освіта вища | член Партії регіонів                    | Луганський національний аграрний університет, завідувач кафедри філософіїдекан факультету гуманітарної освіти                                                                           |
| 12                                    | Гаврик Сергій Юрійович             | 05.11.2010            | Освіта вища | член Партії регіонів                    | Луганський державний університет внутрішніх справ ім. Е. Дидоренка, проректор з кадрового забезпечення та міжнародних зв'язків                                                          |
| 13                                    | Холод Іван Степанович              | 05.11.2010            | Освіта вища | член Партії регіонів                    | ТОВ «ТехагроЛТД», директор |
| 14                                    | Міхєєв Сергій Олександрович        | 05.11.2010            | Освіта вища | член Партії регіонів                    | ВАТ "Холдингова компанія «Луганськтепловоз», заступник голови правліньня — комерційний директор                                                                                         |
| 15                                    | Кушнарев Стефан Ігнатович          | 05.11.2010            | Освіта вища | член Партії регіонів                    | ВАТ "Холдингова компанія «Луганськтепловоз», директор з побуту та соціальних питань |
| 16                                    | Скляров Володимир Петрович         | 05.11.2010            | Освіта вища | член Партії регіонів                    | ВАТ "Холдингова компанія «Луганськтепловоз», начальник механоскладального цеху |
| 17                                    | Лібстер Сергій Борисович           | 05.11.2010            | Освіта вища | член Партії регіонів                    | Луганська міська багатопрофільна лікарня № 2, завідувач травматологічного відділення |
| 18                                    | Кірік Юрій Володимирович           | 05.11.2010            | Освіта вища | член Партії регіонів                    | ТОВ «Луганський базар», директор |
| 19                                    | Діброва Ганна Єгорівна             | 05.11.2010            | Освіта вища | член Партії регіонів                    | архівний відділ Луганськкої міської ради, начальник |
| 20                                    | Шведюк Степан Васильович           | 05.11.2010            | Освіта вища | член Партії регіонів                    | Луганська міська поліклініка № 10, головний лікар |
| 21                                    | Керницький Валерій Богданович      | 05.11.2010            | Освіта вища | член Партії регіонів                    | тимчасово не працює |
| 22                                    | Гундар Сергій Анатолійович         | 05.11.2010            | Освіта вища | член Партії регіонів                    | приватне акціонерн товариство "Луганське Спеціалізоване підприємство проти пожежної автоматики і охоронної сигналізації «Спецавтоматика» ТМ «МАРШАЛ», комерційний директор              |
| 23                                    | Сокіл Леонід Олександрович         | 05.11.2010            | Освіта вища | член Партії регіонів                    | Комунальний заклад «Луганська середня загальноосвітня школа I—IIІ ст.№ 49», директор |
| 24                                    | Кулінченко Володимир Васильович    | 05.11.2010            | Освіта вища | член Партії регіонів                    | публічне акціонерне товариство «Луганська обласна друкарня», голова правління |
| 25                                    | Свєтлов В'ячеслав Євгенович        | 05.11.2010            | Освіта вища | член Партії регіонів                    | приватне акціонерне товариство «Луганське Спеціалізоване підприємство проти пожежної автоматики і охоронної сигналізації „Спецавтоматика“ ТМ „МАРШАЛ“, голова профспілкової організації |
| 26                                    | Тушнова Ірина Олександрівна        | 05.11.2010            | Освіта вища | член Партії регіонів                    | Комунальний заклад „Луганська середня загальноосвітня школа I—IIІ ст. № 39“, директор                                                                                                   |
| 27                                    | Благушин Вадим Борисович           | 05.11.2010            | Освіта вища | член Партії регіонів                    | комунальний заклад Луганська середня загальноосвітня школа I—IIІ ст. № 17», директор |
| 28                                    | Махно Анатолій Павлович            | 05.11.2010            | Освіта вища | член Партії регіонів                    | Структурна одиниця «Луганська теплова електрична станція» ТОВ «Східенерго», директор |
| 29                                    | Омельченко Олексій Петрович        | 05.11.2010            | Освіта вища | член Партії регіонів                    | Луганський будівельний технікум транс портного будівництва, директор |
| 30                                    | Колесніков Олександр Іванович      | 05.11.2010            | Освіта вища | член Партії регіонів                    | Приватне акціонерне товариство «Промінвестбанк», начальник відділу захисту економічних інтересів в Луганській області                                                                   |
| 31                                    | Вакуленко Василь Іванович          | 05.11.2010            | Освіта вища | член Партії регіонів                    | ТОВ "Торговельний центр «Молодіжний», директор |
| 32                                    | Седих Ігор Сергійович              | 05.11.2010            | Освіта вища | член Партії регіонів                    | Українськобританське спільне підприємство «Британіка», генеральний директор |
| 33                                    | Бабічев Олександр Іванович         | 05.11.2010            | Освіта вища | член Партії регіонів                    | Луганський національний університет ім. Т. Шевченка, проректор з науковопедагогичної роботи                                                                                             |
| 34                                    | Ландік Роман Володимирович         | 05.11.2010            | Освіта вища | член Партії регіонів                    | правління облспоживспілки, в.о. заступника голови |
| 35                                    | Петраков Сергій Іванович           | 05.11.2010            | Освіта вища | член Партії регіонів                    | приватне підприємство Наукововиробничий центр «Теплий дім», директор |
| 36                                    | Михайленко Ельвіра Леонідівна      | 05.11.2010            | Освіта вища | член Партії регіонів                    | ВАТ «Вуглеприлад», голова наглядової ради |
| 37                                    | Четвертак Сергій Жоржович          | 05.11.2010            | Освіта вища | член Партії регіонів                    | управління розвитку споживчого ринку та сфери послуг Луганської міської ради, заступник начальника                                                                                      |
| 38                                    | Сімрок Василь Васильович           | 05.11.2010            | Освіта вища | член Партії регіонів                    | Луганський державний медичний університет, перший проректор з науковопедагогічної роботи, завідувач кафедри акушерства і гінекології                                                    |
| Політична партія «Сильна Україна»     |                                    |                       |             |                                         | |
| б/м                                   | Давидов Сергій Іванович            | 05.11.2010            | Освіта вища | член Політичної партії «Сильна Україна» | ТОВ "Експертно-юридичне бюро «Гривна Плюс», директор |
| б/м                                   | Бурков Дмитро Юрійович             | 05.11.2010            | Освіта вища | член Політичної партії «Сильна Україна» | ТОВ Виробничо-комерційна фірма, директор |
| Політична партія «Фронт Змін»         |                                    |                       |             |                                         | |
| б/м                                   | Ліскі Ігор Іванович                | 05.11.2010            | Освіта вища | член Політичної партії «Фронт Змін»     | ЗАТ «ГЗФ Краснолуцька», голова наглядової ради |
| б/м                                   | Комісаренко Вікторія Володимирівна | 05.11.2010            | Освіта вища | член Політичної партії «Фронт Змін»     | ТОВ «Автодом Вікторія», генеральний директор |
| Українська соціал-демократична партія |                                    |                       |             |                                         | |
| 9                                     | Полунін Володимир Миколайович      | 05.11.2010            | Освіта вища | позапартійний                           | ТОВ "Луганська телефонна компанія, заступник директора |